# Kamui
Kamui (br: A Lenda de Kamui) é um filme adptado do mangá Kamui Den do autor mangaka Sanpei Shirato. O filme foi dirigido por Yoichi Sai.

## Sinopse
Japão, no período Edo, Kamui é um ninja que deve utilizar as suas habilidades para ferir e matar as outras pessoas. Porém, quando começa a crescer nele o desprezo por esse fatal codigo de conduta, ele se torna um ninja fugitivo em busca da verdadeira liberdade. Caçado por traição pelos demais ninjas do seu clã, Kamui salva a vida de Hanbei, um pescador, que lhe oferece abrigo em sua residência como retribuição. Lá ele Oshika, esposa de Hanbei e uma ninja fugitiva e Sayaka, a filha do pescador. Porém, ao cair em uma armadilha, Hanbei, Sayaka e Oshika são assassinados e a raiva e a tristeza toma conta do seu ser, fazendo com que ele parta em busca de vingança.

## Elenco
- Ken'ichi Matsuyama - Kamui
- Koyuki - Sugaru/Oshika
- Kaoru Kobayashi - Hanbei
- Suzuka Ohgo - Sayaka
- Hideaki Ito - Fudo
- Koichi Sato - Gumbei
- Sei Ashina - Mikumo
- Ekin Cheng - Dumok
- Yuta Kanai - Yoshito
- Panta - Eshi
- Anna Tsuchiya - Ayu
- Naoyuki Morita
- Shigeru Nakano
- Daisuke Ryu
- Yukio Sakaguchi
- Goro Tamiya
- Tsutomu Yamazaki